# Sedlnice-Bartošovice
Sedlnice-Bartošovice jsou výhybna, která je někdy označována jen jako výhybna Bartošovice. která se nachází v katastru obce Bartošovice, jižně od vesnice Nová Horka v okrese Nový Jičín. Výhybna je integrální součástí stanice Sedlnice a leží v km 4,840 jednokolejné trati Studénka–Veřovice. V obvodu výhybny se v km 6,372 nachází rovněž zastávka Sedlnice.

## Historie
Výhybna vznikla v rámci stavby „Rekonstrukce a zkapacitnění trati Studénka - Mošnov“, jejíž záměr byl zveřejněn v roce 2007. Zřízení nové výhybny Bartošovice bylo navrženo v km 4,335–5,296 s tím, že vedle průjezdné koleje pro rychlost 100 km/h měly být postaveny i dvě předjízdné koleje o délce 700 m. Modernizace tratě v úseku Studénka–Sedlnice, která zahrnovala i zřízení výhybny Bartošovice, byla zahájena v říjnu 2012 a byla slavnostně dokončena 2. prosince 2013. Oproti prezentovanému záměru byla výhybna postavena jako dvoukolejná.
V roce 2024 vypsala Správa železnic zakázku na vypracování projektové dokumentace pro záměr „Zapojení terminálu kombinované dopravy Mošnov“, který zahrnuje bezúvraťové propojení tratě od Přerova do terminálu Ostrava-Mošnov (tj. spojkou mimo stanici Studénka) a rovněž přidání třetí dopravní koleje do výhybny Bartošovice.

## Popis výhybny
Sedlnice-Bartošovice jsou jedním ze tři obvodů stanice Sedlnice. Ve směru od Studénky tento obvod (a současně celá stanice Sedlnice) začíná vjezdovým návěstidlem L v km 4,100, následuje rozvětvení na dvě dopravní koleje (č. 101 a 102) výhybny. Poté je v obvodu jednokolejný úsek, na kterém se v km 8,350 nachází zastávka Sedlnice. Za zastávkou je v km 6,478 odjezdové návěstidlo L91, které tvoří hranici mezi staničními obvody Sedlnice-Bartošovice a Triangl.
Výhybna je zabezpečena elektronickým stavědlem ESA 44 stanice Sedlnice, které je standardně dálkově ovládáno výpravčím ze Studénky, v případě potřeby je možná i místní obsluha výpravčím přímo v Sedlnicích.